# Strangalia panamensis
Strangalia panamensis är en skalbaggsart som beskrevs av Giesbert 1985. Strangalia panamensis ingår i släktet Strangalia och familjen långhorningar.
Artens utbredningsområde är Panama. Inga underarter finns listade i Catalogue of Life.